# Medicago rugosa
Medicago rugosa es una especie botánica leguminosa del género Medicago. Es originaria de  la cuenca mediterránea. Forma una relación simbiótica con la bacteria Sinorhizobium meliloti, que es capaz de la fijación de nitrógeno.

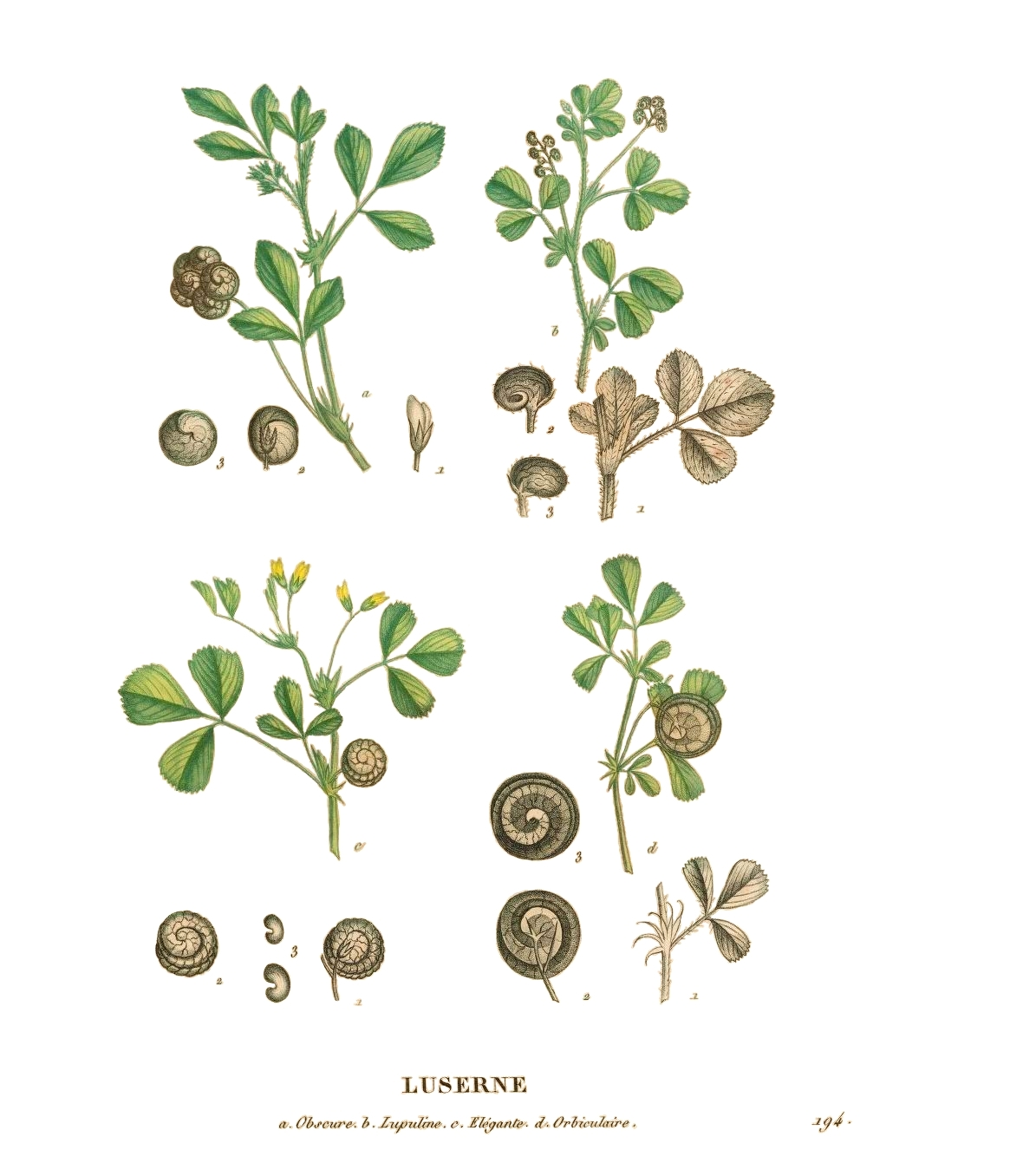
Ilustración

## Descripción
Es una hierba anual, procumbente o ascendente, muy ramificada desde la base.  Hojas con folíolos 10-17 x 5-10 mm, de obovados a oblanceolados. Las inflorescencias en racimos con 2-4 flores. Corola 3-4 mm, amarilla. Fruto de 2 x 7-10 mm, espiralado, discoideo, con 3-5 espiras planas. Semillas de 2 x 3 mm, amarillaso pardo-amarillentas. Tiebne un número de crpomosomas de 2n = 30, 32.

## Distribución y hábitat
Se encuentra en herbazales y zonas ruderales; a una altitud de 0-700 metros en el Centro y E de la región mediterránea; naturalizada en Australia y Norteamérica. C y W de la península ibérica. 

## Taxonomía
Medicago rugosa fue descrita por Louis Auguste Joseph Desrousseaux y publicado en Encycl. 3: 632 (1792)
Etimología
Medicago: nombre genérico que deriva del término latíno medica, a su vez del griego antiguo: μηδική (πόα) medes que significa "hierba".
rugosa: epíteto latíno que significa "con arrugas"
Sinonimia
- Medicago elegans Willd.
- Medicago orbicularioides P.Candargy	[4][5]